# Lisbon Story
Lisbon Story (Portugees: Viagem a Lisboa) is een Duits-Portugese dramafilm uit 1994 onder regie van Wim Wenders.

## Verhaal
Friedrich Monroe kan maar geen passend einde vinden voor zijn film over Lissabon. Hij vraagt geluidstechnicus Phillip Winter om hulp. Wanneer Winter een week later aankomt, is Monroe verdwenen, maar hij heeft de film achtergelaten. Winter begint met de geluidsopnamen voor de film. Als hij Monroe weer ontmoet, tracht hij Winter te overtuigen om zijn film af te maken.

## Rolverdeling
| Acteur                | Personage            |
| --------------------- | -------------------- |
| Rüdiger Vogler        | Phillip Winter       |
| Patrick Bauchau       | Friedrich Monroe     |
| Vasco Sequeira        | Vrachtwagenchauffeur |
| Canto e Castro        | Kapper               |
| Viriato Jose da Silva | Schoenmaker          |
| João Canijo           | Schurk               |
| Ricardo Colares       | Ricardo              |
| Joel Cunha Ferreira   | Zé                   |
| Sofia Bénard da Costa | Sofia                |
| Vera Cunha Rocha      | Vera                 |
| Elisabete Cunha Rocha | Beta                 |
| Teresa Salgueiro      | Zichzelf             |
| Pedro Ayres Magalhães | Zichzelf             |
| Rodrigo Leão          | Zichzelf             |
| Gabriel Gomes         | Zichzelf             |